# Sceptrophasma humilis
Sceptrophasma humilis är en insektsart som först beskrevs av John Obadiah Westwood 1859.  Sceptrophasma humilis ingår i släktet Sceptrophasma och familjen Diapheromeridae. Inga underarter finns listade i Catalogue of Life.